# Кирико, Джакомо ди
Джакомо Эрнесто Эдуардо Ди Кирико (итал. Giacomo Di Chirico; 27 января 1844 — 26 декабря 1883) — итальянский художник. Вместе с Доменико Морелли и Филиппо Палицци, он был одним из известных неаполитанских художник XIX века.

## Биография
Джакомо ди Кирико родился в Венозе в семье плотника, младший сын Луиджи и Катерины Савино. В 1847, когда Кирико было едва 3 года, его отец Луиджи умер, оставив семьи в бедности. Он посещал частную школу для мальчиков из малообеспеченных семей под руководством священника Джузеппе Джантурко, братом политика Эмануила Джантурко. Он начал работать в парикмахерской, чтобы содержать семью, но также стал увлечен живописью, узнав основные художественные приемы от своего старшего брата Николая.
Кирико начал создавать портреты своих заказчиков, которые выразили восхищение его работами, и местные жители, которые видели его портреты, стали тоже заказывать их. Успех своих работ стимулировал, и Кирико решил стать профессиональным художником. Он получил субсидию от муниципалитета Венозы, был зачислен в Академию художеств Неаполя и закончил его.
В 1865 Кирико стал учеником Франческо де Санктис, который преподавал ему уроки литературы в течение двух лет.
Между 1868 и 1871 Кирико подружился с Доменико Морелли и Филиппо Палицци. Он вернулся в Неаполь и открыл художественную студию.
За свою карьеру Кирико создал такие шедевры как Buoso da Duera, Quinto Orazio Flacco, Corteggiamento and Donna lucana. Sposalizio in Basilicata, одни из самых известный его картин были выставлены в Париже (1877), Виенне (1879) и в Мюнхене (1882). Работу Кирико экспонировались на Goupil & Cie в Париже. Он был награждён Орденом Короны Италии Виктором Эммануилом II.
Между 1877 и 1878 Кирико был избран почетным профессором академии искусств в Неаполе. Он провел август в Майори, где он познакомился со своей будущей женой Эмилией Д’Амато. Он был с ней до конца своей жизни и у них родилась дочь по имени Мария. Одним из его учеников был Пьетро Скоппетта.
В 1882 году у Кирико начали появляться симптомы мании, депривации сна и кахексии, признаки недомогания. Кирико был помещен в провинциальный сумасшедший дом, но в возрасти 39 лет во время лечения умер в 1883.

## Галерея

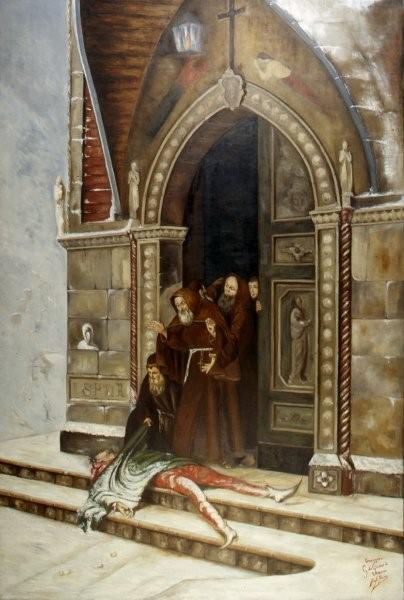
Buoso da Duera
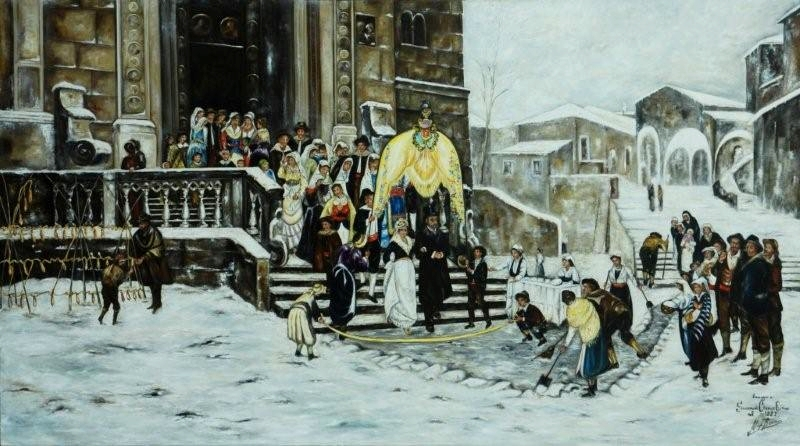
Sposalizio in Basilicata
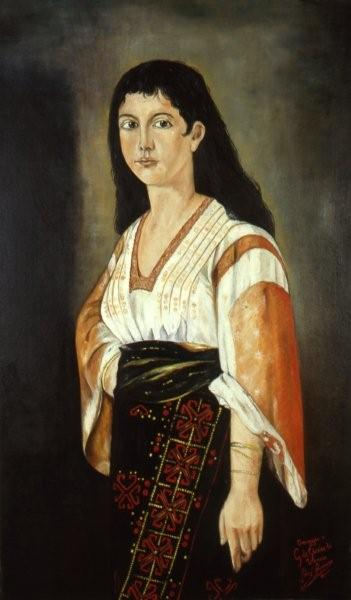
Donna lucana
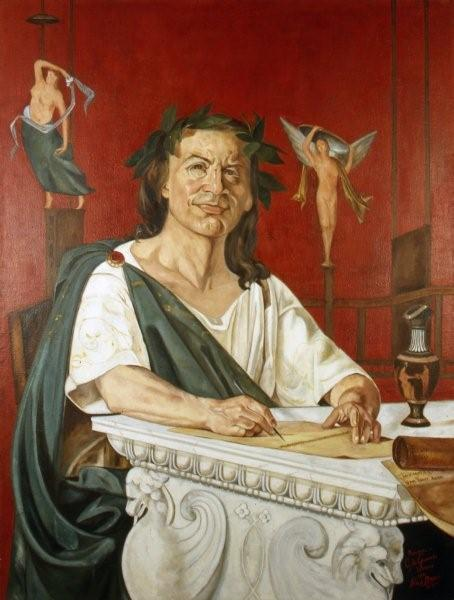
Quinto Orazio Flacco
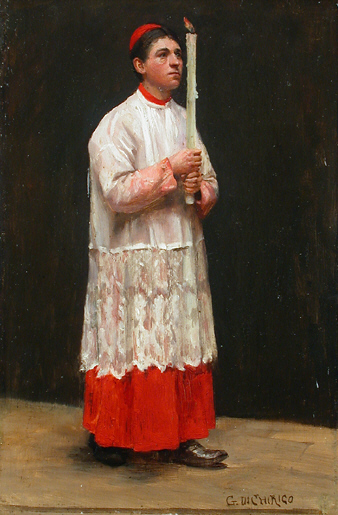
Il ministrante

## Награды
- • Орден Короны Италии Королевства Италии[2]

## Примечание
1. ↑  http://www.accademianapoli.it/istituzioni-e-societa/ (недоступная+ссылка) Academy of Art in Naples
2. ↑  Enrico Castelnuovo, La Pittura in Italia: l’Ottocento, Volume 2, p. 805